# 万历
万历（1573年—1620年清朝避諱乾隆帝弘曆，將曆寫作歷、厯、厤）是明神宗朱翊鈞的年号，明朝使用此年号共48年，為明朝所使用时间最长的年号。万历前期，张居正主导实行了一系列的改革措施，社会经济持续发展，对外军事也接连获胜，朝廷呈现中兴气象，史称万历中兴。後由於國本之爭，神宗受权臣阻止不能立愛子為儲君，一怒之下三十年不上朝，史稱萬曆怠政，此時期也因為神宗容許朝廷官員羣黨的對立，而出現了東林黨爭，並利用明末三案互相鬥爭，最終導致明朝滅亡。
萬曆四十八年八月一日明光宗即位沿用，翌年改元泰昌，但明光宗於九月一日去世，在位僅30日。九月六日明熹宗即位後，於九月二十日詔令改以萬曆四十八年八月以後為泰昌元年，翌年改元天启。

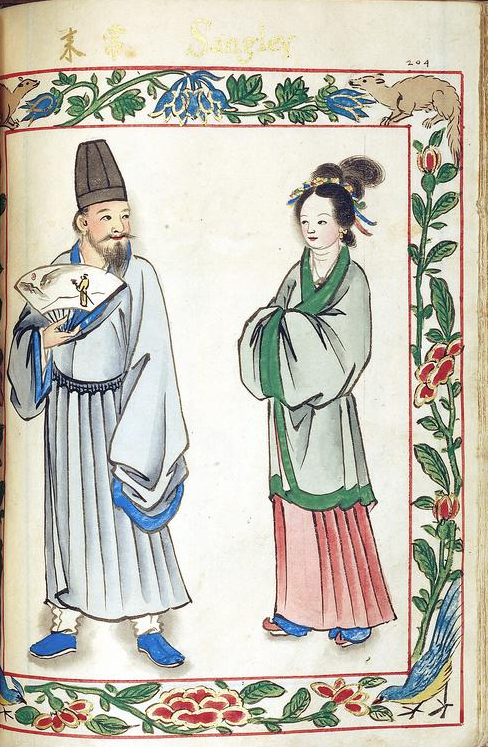
《谟区查抄本》描絵万历年间的漢人服飾

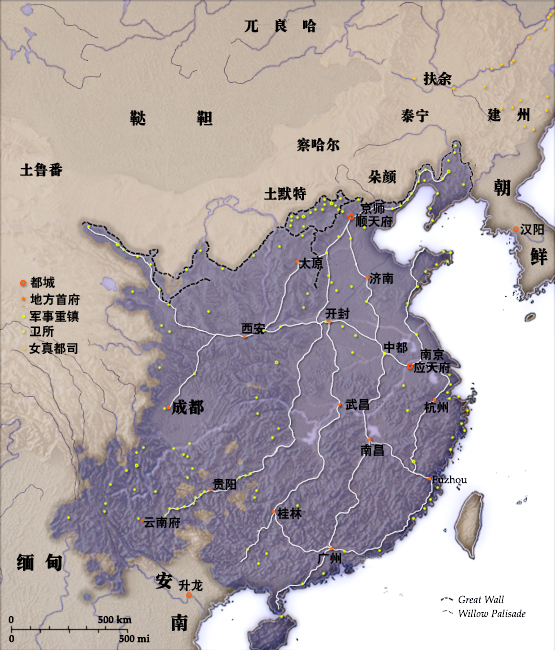
万历年间的两京十三省

## 出生
- 萬曆六年——沈德符，文学家
- 萬曆十二年——胡正言，镌刻家
- 萬曆十年 八月——朱常洛，泰昌帝
- 萬曆十四年 正月——朱常洵，福王
- 萬曆二十年 十月——皇太极，清太宗
- 萬曆三十三年 十一月——朱由校，天启帝
- 萬曆三十六年 三月——金聖歎，文学评论家
- 萬曆三十九年 正月——朱由检，崇祯帝
- 萬曆四十五年——朱用纯，教育家

## 逝世
- 萬曆十年——張居正，政治家
- 萬曆十五年——海瑞，政治家
- 萬曆十五年——戚继光，軍事家
- 萬曆二十一年——李时珍，醫學家
- 萬曆二十二年——梁辰魚，劇作家
- 萬曆三十三年——田義，太監
- 萬曆三十四年——袁黃，思想家，《了凡四訓》作者。
- 萬曆四十四年——汤显祖，戏剧家

## 藝術
此時期的瓷器風格特色在於脫離傳統既定紋飾，如象徵皇室的龍、鳳等，此時的裝飾形式十分自由。

## 公元纪年对照表
| 万历 | 元年     | 二年     | 三年     | 四年     | 五年     | 六年     | 七年     | 八年     | 九年     | 十年   |
| ---- | -------- | -------- | -------- | -------- | -------- | -------- | -------- | -------- | -------- | ------ |
| 公元 | 1573年   | 1574年   | 1575年   | 1576年   | 1577年   | 1578年   | 1579年   | 1580年   | 1581年   | 1582年 |
| 干支 | 癸酉     | 甲戌     | 乙亥     | 丙子     | 丁丑     | 戊寅     | 己卯     | 庚辰     | 辛巳     | 壬午   |
| 万历 | 十一年   | 十二年   | 十三年   | 十四年   | 十五年   | 十六年   | 十七年   | 十八年   | 十九年   | 二十年 |
| 公元 | 1583年   | 1584年   | 1585年   | 1586年   | 1587年   | 1588年   | 1589年   | 1590年   | 1591年   | 1592年 |
| 干支 | 癸未     | 甲申     | 乙酉     | 丙戌     | 丁亥     | 戊子     | 己丑     | 庚寅     | 辛卯     | 壬辰   |
| 万历 | 二十一年 | 二十二年 | 二十三年 | 二十四年 | 二十五年 | 二十六年 | 二十七年 | 二十八年 | 二十九年 | 三十年 |
| 公元 | 1593年   | 1594年   | 1595年   | 1596年   | 1597年   | 1598年   | 1599年   | 1600年   | 1601年   | 1602年 |
| 干支 | 癸巳     | 甲午     | 乙未     | 丙申     | 丁酉     | 戊戌     | 己亥     | 庚子     | 辛丑     | 壬寅   |
| 万历 | 三十一年 | 三十二年 | 三十三年 | 三十四年 | 三十五年 | 三十六年 | 三十七年 | 三十八年 | 三十九年 | 四十年 |
| 公元 | 1603年   | 1604年   | 1605年   | 1606年   | 1607年   | 1608年   | 1609年   | 1610年   | 1611年   | 1612年 |
| 干支 | 癸卯     | 甲辰     | 乙巳     | 丙午     | 丁未     | 戊申     | 己酉     | 庚戌     | 辛亥     | 壬子   |
| 萬曆 | 四十一年 | 四十二年 | 四十三年 | 四十四年 | 四十五年 | 四十六年 | 四十七年 | 四十八年 |          |        |
| 公元 | 1613年   | 1614年   | 1615年   | 1616年   | 1617年   | 1618年   | 1619年   | 1620年   |          |        |
| 干支 | 癸丑     | 甲寅     | 乙卯     | 丙辰     | 丁巳     | 戊午     | 己未     | 庚申     |          |        |

## 同期存在的其他政权年号
- 中國
  - 天命（1616年－1626年）：后金—太祖努尔哈赤之年号
  - 弘武（1619年）：明朝时期—李新之年号
  - 天真混（1619年）：明朝时期—李文之年号
- 越南
  - 天佑或天祐（1557年－1572年）：后黎朝—英宗黎維邦之年号
  - 嘉泰（1573年－1578年）：后黎朝—世宗黎维潭之年号
  - 光興（1578年－1600年）：后黎朝—世宗黎维潭之年号
  - 慎德（1600年）：后黎朝—敬宗黎维新之年号
  - 弘定（1600年－1618年）：后黎朝—敬宗黎维新之年号
  - 永祚（1618年－1629年）：后黎朝—神宗黎维祺之年号
  - 崇康（1566年－1578年）：莫朝—莫茂洽之年号
  - 延成（1578年－1585年）：莫朝—莫茂洽之年号
  - 端泰（1586年－1587年）：莫朝—莫茂洽之年号
  - 興治（1588年－1590年）：莫朝—莫茂洽之年号
  - 洪寧（1591年－1592年）：莫朝—莫茂洽之年号
  - 武安（1592年）：莫朝—莫全之年号
  - 寶定（1592年－1593年）：莫朝—莫敬止之年号
  - 康佑（1593年）：莫朝—莫敬止之年号
  - 乾統（1593年－1594年）：莫朝—莫敬恭之年号
  - 隆泰（1594年－1628年）：莫朝—莫敬宽之年号
  - 羅平（1597年）：后黎朝时期—武登之年号
  - 福德（1597年）：后黎朝时期—阮当明之年号
  - 大德（1597年）：后黎朝时期—阮明智之年号
- 日本
  - 元龟（1570年－1573年）：正亲町天皇之年號
  - 天正（1573年－1592年）：正亲町天皇、后阳成天皇之年號
  - 文禄（1592年－1596年）：后阳成天皇之年號
  - 庆长（1596年－1615年）：后阳成天皇、后水尾天皇之年號
  - 元和（1615年－1624年）：后水尾天皇之年號

## 深入閱讀
- 李崇智. . 北京: 中華書局. 2004年12月. ISBN 7101025129.
- 鄧洪波. . 臺北: 國立臺灣大學東亞經典與文化研究計劃. 2005年3月  [2021-11-26]. ISBN 9789860005189. （原始内容 (pdf)存档于2007-08-25）.